# Кимбро, Шейн
Ро́берт Шейн Ки́мбро (англ. Robert Shane Kimbrough; род. 4 июня 1967, Киллин, Техас) — астронавт НАСА. Совершил два космических полёта (на шаттле STS-126 (2008, «Индевор»), на Союзе МС-02 (2016—2017). Совершил 6 выходов в открытый космос. Полковник Армии США.
23 апреля 2021 года в качестве командира экипажа многоразового космического корабля SpaceX Crew-2 и бортинженера космических экспедиций МКС-65/66 стартовал к МКС. Находится в космическом полёте.

## Личные данные и образование

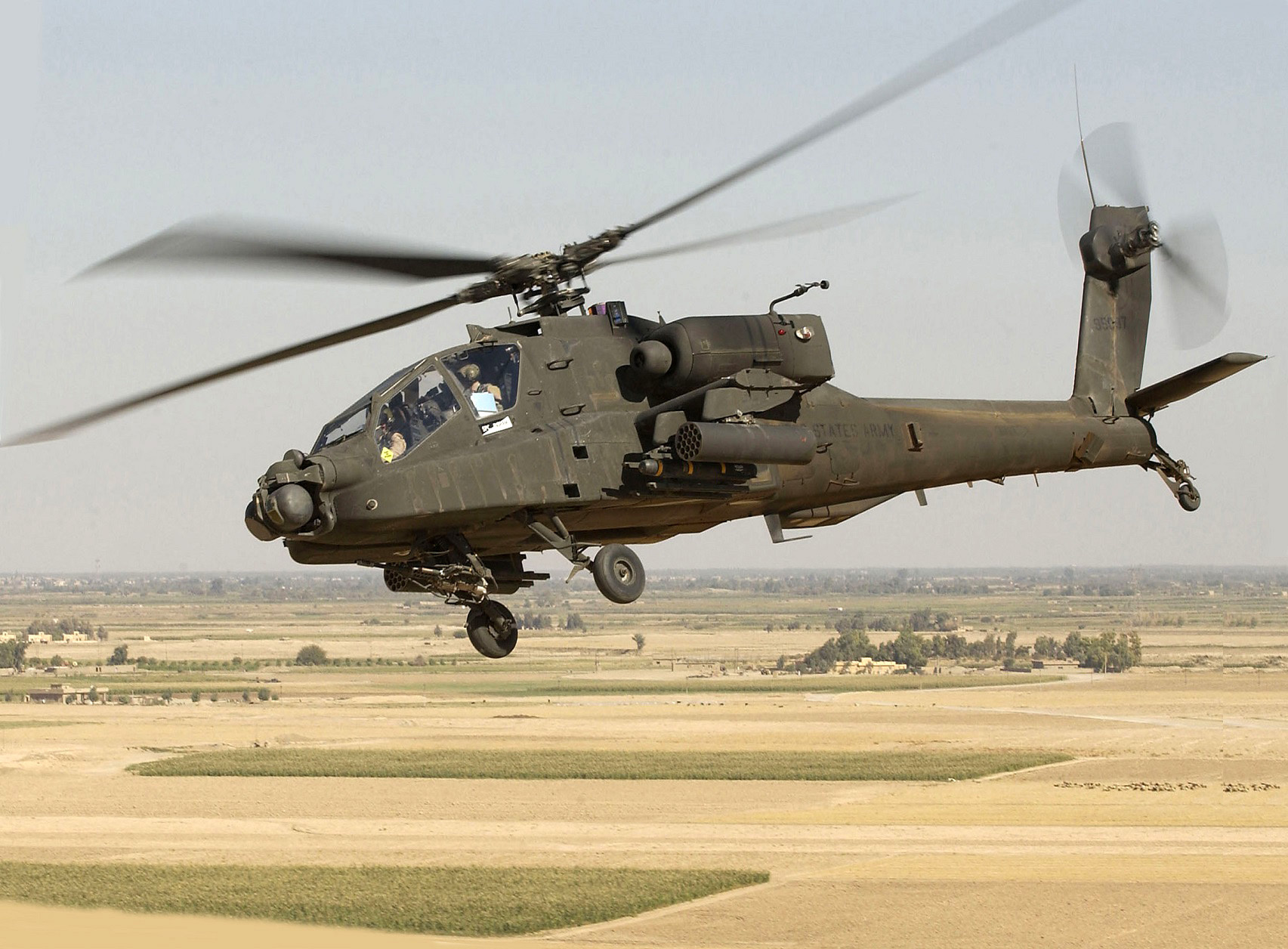
Вертолёт AH-64D Апачи.

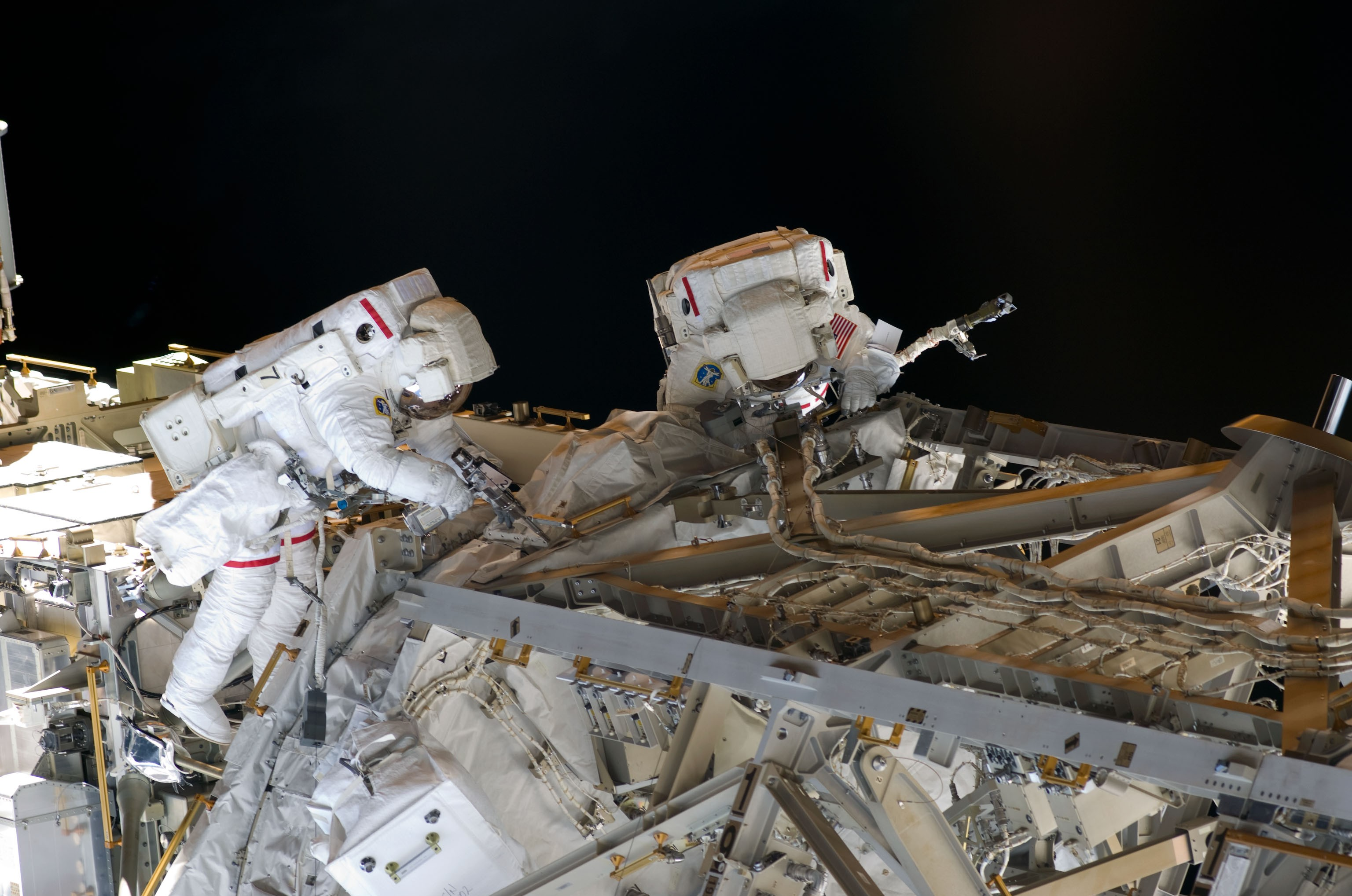
Работа в открытом космосе, Кимбро справа.

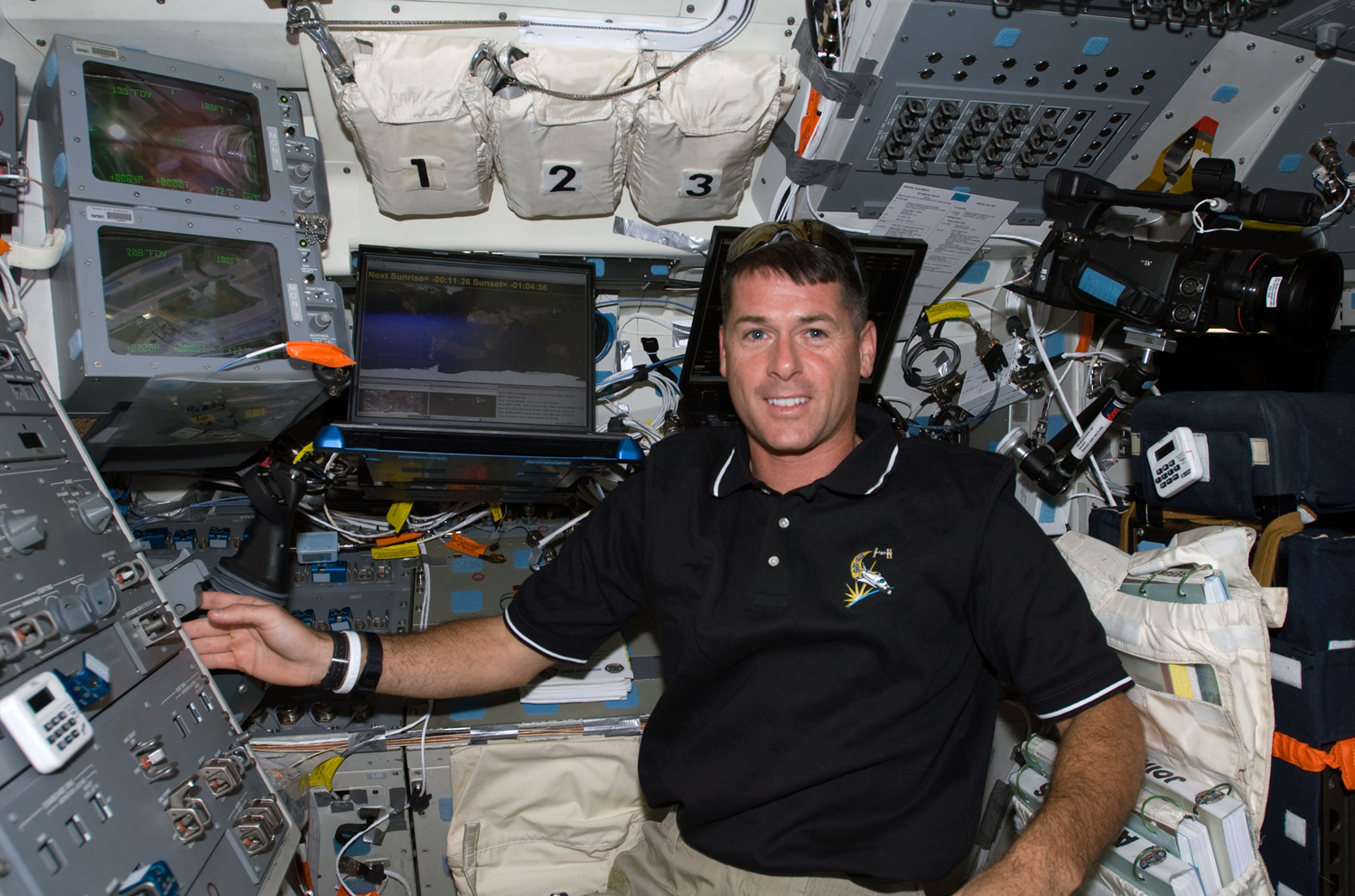
Кимбро на кормовой палубе Индевора.

Роберт Кимбро родился 4 июня 1967 года в городе Киллин, штат Техас. В 1985 году окончил среднюю школу в Атланте, Джорджия. В 1989 году получил степень бакалавра в области аэрокосмической техники в Военной Академии США в Вест-Пойнте, штат Нью-Йорк. В 1998 году получил степень магистра наук в области методов научных исследований в Технологическом институте Джорджии.
В Военной академии США был капитаном бейсбольной команды.

## До НАСА
Служит пилотом вертолёта в Армии США. В 1991 году принимал участие в Войне в Персидском заливе, в операции «Desert Storm» в качестве командира звена вертолётов AH-64D Апачи.
Во время зачисления в отряд астронавтов служил в Центре космических исследований имени Джонсона, в Хьюстоне, штат Техас инженером по моделированию полёта шаттла.

## Подготовка к космическим полётам
6 мая 2004 года был зачислен в отряд НАСА в составе девятнадцатого набора, кандидатом в астронавты. С августа 1998 года стал проходить обучение по курсу Общекосмической подготовки (ОКП). По окончании курса, в августе 1999 года получил квалификацию «специалист полёта» и назначение в Офис астронавтов НАСА. Был назначен в Отдел по безопасности полётов в Центр космических исследований имени Джонсона, в Хьюстоне, штат Техас.

## Полёты в космос

### Первый полёт
Первый полёт — STS-126, шаттл «Индевор». C 15 по 30 ноября 2008 года в качестве «специалист полёта». Цель полёта шаттла «Индевор» STS-126 — доставка на Международную космическую станцию оборудования и материалов для обеспечения работы шести астронавтов на борту МКС. Все материалы и оборудование были упакованы в многоцелевом модуле снабжения «Леонардо», который находился в грузовом отсеке шаттла. Среди грузов, находившихся в модуле «Леонардо», были две кабины и второй туалет для членов экипажа МКС, вторая бегущая дорожка, оборудование для регенерации воды, подогреватель для пищи, морозильная камера для экспериментальных материалов. Общий вес полезных грузов, доставленных на станцию в модуле «Леонардо» составил 6,35 тонны (14000 фунтов). Общий вес модуля «Леонардо» с полезным грузом составил около 12,5 тонн (27585 фунтов), этот груз был самым тяжелым из всех грузов, когда-либо доставляемых шаттлами на орбиту. Во время полёта выполнил два выхода в открытый космос: 20 ноября 2008 года — продолжительностью 6 часов 45 минут. Цель выхода — перемещение на другие позиции двух тележек, предназначенных для передвижения экипажа и оборудования вдоль ферменной конструкции, подготовка места для установки внешней складской платформы (External Stowage Platform 3), обслуживание механизма захвата робота-манипулятора станции, продолжение обслуживания механизма вращения солнечных батарей станции. 24 ноября — 6 часов 7 минут. Цель выхода — установка защитной крышки на модуле «Кибо», завершение замены подшипников на правой ветви ферменной конструкции и обслуживания механизма вращения солнечных батарей станции на левой ветви, установка поручней, установка антенны GPS на модуле «Кибо», установка видеокамеры. Защитная крышка на модуле «Кибо» на месте, где будет закреплена внешняя экспериментальная платформа, была снята во время первого выхода в открытый космос. После этого астронавты протестировали изнутри станции механизмы крепления внешней экспериментальной платформы. В ходе тестирования выясняется, что один из механизмов функционирует небезошибочно. Стивен Боуен должен был прояснить ситуацию во время выхода. Продолжительность полёта составила 15 суток 20 часов 31 минуту.
Общая продолжительность внекорабельной деятельности (ВКД) за 2 выхода — 12 часов 52 минуты.

### Второй полёт
Второй полёт начался на корабле «Союз МС-02» 19 октября 2016 года, стартовал в 11:05 мск с площадки № 31 космодрома Байконур в качестве бортинженера экипажа космического корабля «Союз МС-02» (позывной — Фавор) и бортинженера экипажа Международной космической станции по программе МКС-49/50 основных космических экспедиций. Командир экипажа «Союз МС 02» — космонавт Роскосмоса Сергей Рыжиков, второй бортинженер экипажа Андрей Борисенко.
Полёт ТПК к станции проходил по 34-витковой (двухсуточной) схеме, стыковка произошла в автоматическом режиме. В 12:58 мск 21 октября 2016 года корабль пристыковался к зенитному стыковочному агрегату малого исследовательского модуля «Поиск» (МИМ-2) российского сегмента Международной космической станции. В 15:20 мск был открыт переходной люк, и члены экипажа корабля перешли на борт МКС.
После успешного выполнения программы полёта 10 апреля 2017 года корабль с тремя членами экипажа отстыковался от МКС в 10:58 мск, а в 14:21 мск спускаемый аппарат корабля совершил мягкую посадку в 147 км юго-восточнее города Жезказгана (Казахстан). Продолжительность полёта составила 173 суток 3 часа 15 минут 21 секунд.

### Третий полёт
23 апреля 2021 года, Шейн Кимбро, в качестве командира экипажа американского частного многоразового космического корабля SpaceX Crew-2 и бортинженер космических экспедиций МКС-65/66, стартовал со стартового комплекса LC-39A Космического центра NASA имени Кеннеди к МКС.
16 июня 2021 года Шейн Кимбро и Тома Песке вышли в открытый космос. Астронавты установили на ферме P6 одну из двух панелей батарей iROSA, но им не хватило запланированного времени для того, чтобы развернуть её. Выход в открытый космос продолжался 7 часов 15 минут. Перемещать панель массой около 340 кг помогала с борта МКС астронавт Меган Макартур, управлявшая рукой-манипулятором Canadarm-2. 20 июня 2021 года Песке и Кимбро совершили второй выход в открытый космос. Они закрепили батарею на внешней поверхности орбитального комплекса, подключили и развернули ее. Также астронавты провели подготовку для последующей установки второй солнечной батареи. Продолжительность выхода в открытый космос составила 6 часов 28 минут.

### Статистика полётов
| #     | Стартовый корабль | Старт                 | Корабль посадки | Посадка               | Налёт                        | Кол-во ВКД | Продолжительность ВКД     |
| ----- | ----------------- | --------------------- | --------------- | --------------------- | ---------------------------- | ---------- | ------------------------- |
| 1     | Индевор STS-126   | 15.11.2008, 00:55 UTC | Индевор STS-126 | 15.11.2008, 21:25 UTC | 15 суток 20 часов 29 минута  | 2          | 12 часов 52 минуты        |
| 2     | Союз МС-02        | 19.10.2016, 8:05 UTC  | Союз МС-02      | 10.4.2017, 11:20 UTC  | 173 суток 03 часа 15 минут   | 4          | 1 сутки 2 часа 8 минут    |
| 3     | SpaceX Crew-2     | 23.04.2021, 9:49 UTC  | SpaceX Crew-2   | 9.11.2021, 3:33 UTC   | 199 суток 17 часов 44 минуты | 3          | 20 часов 38 минут         |
| Всего | Всего             | Всего                 | Всего           | Всего                 | 388 суток 17 часов 28 минут  | 9          | 2 суток 11 часов 38 минут |

## После полётов
Предполагался старт на Союз ТМА-07М в ноябре 2012 года, но 2 июня 2010 года НАСА объявило о его замене на Томаса Маршбёрна.

## Награды и премии
Награждён: Медаль «За космический полёт» (2008) и многие другие.